# 望月彩華
望月 彩華（もちづき あやか、1994年7月2日 - ）は、日本のアイドル、ダンサー。所属事務所は非公開。福岡県立三潴高等学校卒業。元女性アイドルグループHR（エイチアール）メンバー、小悪魔agehaオーディション2016・2021ファイナリスト、元バーレスク東京ポールダンサー。血液型O型。

## 来歴
三兄妹の長女として誕生し、3歳下の弟と7歳下の妹がいる。趣味は一人旅、F1観戦。好きなアイドルは堂本光一。芸名も堂本光一主演ドラマに由来する。好きなドライバーはメルセデスのルイス・ハミルトン。
幼少期から赤いものに対する執着心が強く、小学生の時には気が付いたら持ち物が全て赤色になっていたそう。
好きな食べ物はりんご、好きなお酒はワイン、愛車は赤のミニクーパーをいつか所有したいという願望がある。
その中でも赤ワインは「命の水」と称し「体内には血液ではなく、赤ワインが流れている」と過去に発言したこともある程。
かつてはミニモニの加護亜依になりたいと憧れを抱きモーニング娘。のオーディションを受けるも落選。                            その後も諦めきれず度々受けるも書類審査で敢え無く落選となる。                                                                               一度は芸能界の夢を諦めるも小学校高学年で倖田來未に憧れ再び芸能界の道を目指す。                                             HKT48や乃木坂46の一期生のオーディションを受けるもこちらも落選。（なお、乃木坂46は二次審査まで通過している）
数々のオーディションを落選するという挫折を味わいながらも「アイドルになりたい」その一心だけでオーディションを受け続け、芸能活動の原点となるHRと出会う。
中原未來に憧れ2〜6期生までオーディションを受け続け、ついにHRの6期生公開オーディションにて投票結果なんと1位にて合格。晴れてHRのメンバーとなり、アイドル活動をスタートさせる。　
アイドルデビューは2012年11月10 日。卒業は2015年12月13日。
その後ポールダンサーに転向。
2017年7月9日ポールデビュー。
バーレスク東京には2018年7月15日入店、2020年1月26日卒業。
卒業後は東京、大阪、高知、福岡などのポールダンスの有名店、イベント出演などを行っている。

30歳になり初めてパスポートを取得。初めての海外旅行は台湾一人旅。

## 受賞歴
配信アプリ
- CHEERZ「DAZN WEDNESDAY F1 TIME」PRアンバサダーオーディション決勝イベント 特別賞

## 作品
- 写真集『色彩[3]』（日本写真企画 2024年7月27日）

## テレビ
過去
- TOKYO-MX つんつべ♂プレゼンツ！～春の大感謝祭！ 2013年3月17日
- Wallop放送局 ｢小池さんと一緒。」2013年8月1日
- FBS福岡放送 めんたいワイド 2013年9月11日
- TOKYO-MX つんつべ♂バク音 2013年9月12日、12月19日
- TVQ九州放送「ヴィーナスTV」 2013年11月7日、11月17日、2014年1月14日、1月17日
- TVQ九州放送｢ヴィーナスTVクリスマスLIVE｣ 2013年12月21日
- NHK総合 おはよう日本 2014年10月5日
- RKB毎日放送 「はいっ、おべんとう」2014年12月26日
- スカパー！「100%ヒッツ！スペースシャワーTV＋アイドルヒッツ」2015年7月10日
- RKB毎日放送 原口・はなわの踊る！すまいる大御殿 2016年5月23日
- テレビ東京 「サバイバルキス」 2018年5月28日
- ABEMA 「ニューヨークの恋愛市場」♯43 2022年9月13日
- YouTubeチャンネル企画 恋愛リアリティショー 僕のはじめてをもらってください シーズン３　2024年12月31日　全13話
- テレビ朝日放送 私が愛した地獄　2025年１月16日　同年4月３日
- ABEMA 愛のハイエナシーズン3　恋愛リアリティショー 【愛羅武勇と叫びたい】2025年3月11日　全４話 赤裸々な半生を語りニュースにも取り上げられる。

## ラジオ
- レインボータウンFM「かりーね。」2013年3月16日
- OBSラジオ｢リフレッシュ＠｣ 2013年9月9日
- RKBラジオ｢エンタメバラエティTHE☆ヒット情報」2014年1月15日
- FUKUOKA MEDIA STATION 「ＨＲのほーむるーむ」2015年2月17日
- KBCラジオ　PAO〜N 2015年6月15日
- コミてんラジオ 「XX☆NIGTE!! 」2017年6月24日
- DREAMS FM 「BREAK SWITCH」2017年5月31日
- コミてんラジオ「YtoYの月曜からよいしょ」 2017年8月7日
- CRT栃木放送 「Your job？ミライの扉〜人生を変える仕事図鑑〜」 2021年12月19日
- 渋谷クロスFM「渋谷カワイイ放送局」第4日曜日 レギュラーラジオパーソナリティ 2023年2月26日〜
- コミてんラジオ「XX☆NIGTE!! 」MC   2024年9月7日〜

## その他
- ボートハウス大濠パーク 2017夏の新メニュー（QBC）レポーター
- 夢の途中 Vol 1・ayaka ポールダンサーへの道 その1〜4 (QBC)
- 崩壊願望ガール (タラれば ) MV出演
- 2022年5月15日仙台三越のエルパーク仙台にてポールダンスを披露した。メジャーな会場でのショーとして本人の思いも強い。
- 2024年6月6日東京ドームシティホール「ゼロワンオムニバス」にてオーケストラによる生演奏×ポールダンスという今までに無い組み合わせでのショーを披露した。また大トリの大役を務め会場中を魅了した。
- 2024年7月21日仙台日立システムズホール「第5回It's Show time!!! 〜The Gift〜 」にてポールダンスを披露した。仙台での舞台は第4回に引き続き2回目。老若男女の心を惹きつけ、拍手喝采を浴びながら終演した。 ショーを通じて“ポールという1本の棒を使って みなさんの心の奥にある感情を表現する”という想いを伝えた。
- 2024年11月24日ライブハウス代々木バーバラ　シブカワpresents シブヤカワイイライブに出演しポールダンスを披露した。
- 2025年3月28日　呻吟（ホシタクト）MV出演
- 2025年4月2日　マナビの旅006　【異業種対談】ユニークな生き方を選んだ女性達の人生哲学 出演
- YouTubeチャンネル G-Studio　にて定期的にセクシーな洋服・水着・ランジェリー姿を配信している。